# Casalsigone
Casalsigone (Casalsigòn in dialetto cremonese) è una frazione del comune di Pozzaglio ed Uniti, nella Provincia di Cremona. Conta circa 350 abitanti. Fu comune autonomo fino al 1868, quando si unì all'odierna Pozzaglio ed Uniti, ridivenuta sede comunale nel 1888 dopo che per vent'anni proprio Casalsigone aveva svolto tale ruolo, al termine di un processo iniziato grazie al Regio decreto 23 dicembre 1866, n. 3435.
La frazione è situata a nord-ovest del comune. Il suo territorio confina a nord col comune di Olmeneta, a ovest col centro storico di Pozzaglio ed Uniti, e a sud col comune di Castelverde.

## Origine del nome
Il nome compare per la prima volta in un documento del secolo IX con il toponimo di "Casale Sichonis", il termine casale significava agglomerato rurale non cintato, mentre Sichonis, di origine germanica, indica il feudatario di questo territorio dell'ager cremonensis.

## Monumenti e luoghi d'interesse

### Resti del monastero
Arrivando da Olmeneta, dopo poche centinaia di metri sulla destra si scorgono i resti di un antico monastero. Questa costruzione è del tipo a corte chiusa tipico delle cascine cremonesi, se non fosse per i caratteristici archi a sesto acuto, gli archi a volta all'interno di quelle che una volta erano le sale mensa.

### Piccolo Caseificio
Posto sul lato nord della corte, costruito sopra il torrente che costeggia il fabbricato c'è un piccolo caseificio di cui ormai resta solo la struttura.

### Corte luminosa
La "Corte Luminosa" è posta lungo la via principale del paese. È dotata di due ampi accessi, uno dei quali gettante direttamente sulla piazza principale del paesino intitolata a Monsignor Paolo Rota.
Si tratta di un cascinale (ex convento) con casa signorile su tre piani dalle finiture una volta pregiate come soffitti con arelle intonacate e dipinte, dotato di un piazzale antistante la casa signorile in cotto e ampi porticati. All'ultimo piano, sul lato interno, sono presenti archi a volta su tutta la facciata, una campana posta sul tetto, un ampio giardino sul retro non più curato.

### Chiesa di Sant'Andrea apostolo
Posta nella piazza secondaria del paese, è la chiesa parrocchiale, appartenente alla diocesi di Cremona, dedicata ad Sant'Andrea apostolo. Risulta già citata nel Liber Synodalium del 1385.
La torre campanaria dell'edificio ecclesiale svetta sulle campagne circostanti con i suoi circa 32 metri di altezza. All'interno della chiesa, un organo a canne realizzato dalla "Casa organaria Natale Balbiani" nel 1899. Lavori di realizzo terminati nel 1901. Nel 2013 è stato oggetto di un'opera completa di restauro conservativo. Sul fianco della chiesa c'è l'oratorio e il campo sportivo del paese sul quale si svolgono numerose attività della comunità.

### Cascina Breda delle ova
Si tratta di un'ampia cascina a corte chiusa di proprietà della famiglia Toninelli. Sul suo lato ovest una villa,di proprietà del sig.Piccioni, recentemente ristrutturata, risalente alle origini signorili del paese con un notevole parco e una ghiacciaia annessi.

## Cultura

### Eventi

#### Festa sul campo
Annualmente, durante il mese di agosto, negli spazi del campo sportivo dell'oratorio, si tiene la tradizionale  "Festa su campo" . Appuntamento ormai radicato nel territorio. La formula prevede 5 serate con musica liscio.

## Geografia antropica

### Urbanistica
Il paese si sviluppa essenzialmente lungo le vie principali, via Olmeneta e via Cremona.

## Economia
L'economia della frazione è basata quasi esclusivamente sull'agricoltura dato il numero di aziende agricole con sede in zona.